# .asia
.asia é um domínio de topo patrocinado pela DotAsia Organisation, com o registro de back-end operado pela Afilias. Foi aprovado pela ICANN em 19 de Outubro de 2006 como um TLD patrocinado. Ele serve como um domínio regional para as empresas, organizações e indivíduos com base na região da Ásia, Austrália e do Pacífico.